# Explozja
Explozja – debiutancki album zespołu Impuls wydany w maju 2002 roku w firmie fonograficznej Green Star. Płyta zawiera 10 piosenek z gatunku disco polo utrzymanych w klimacie muzyki dance, live mix i wersję klubową piosenki „Jeszcze raz”. Nakręcono teledyski do utworów „Nierealny świat” (który był emitowany w programie Disco Polo Live w telewizji Polsat) oraz do tytułowej piosenki z tego albumu (który z powodu zdjęcia z anteny telewizji Polsat programu Disco Polo Live dostępny był jedynie w internecie).

## Lista utworów
| Nr  | Tytuł utworu             | Długość |
| --- | ------------------------ | ------- |
| 1.  | „Wakacyjna przygoda”     | 3:54    |
| 2.  | „Błękit nieba”           | 3:34    |
| 3.  | „Explozja”               | 3:25    |
| 4.  | „Jeszcze raz”            | 3:51    |
| 5.  | „Ty i ja”                | 3:55    |
| 6.  | „Hej kochanie”           | 3:03    |
| 7.  | „Nierealny świat”        | 3:43    |
| 8.  | „Znalazłem ciebie”       | 3:19    |
| 9.  | „Ona była inna”          | 3:55    |
| 10. | „Wolnym być”             | 3:21    |
| 11. | „Live mix”               | 3:08    |
| 12. | „Jeszcze raz (club ver)” | 3:45    |
|     |                          | 42:53   |